# 河内坚上站
河内坚上站（日语：／ Kawachi-Katakami eki */?）是位於大阪府柏原市，屬於西日本旅客铁道（JR西日本）關西本線的鐵路車站。

## 历史
- 1927年4月1日 - 由信号场升级为车站，命名为河内坚上站。
- 1987年4月1日 - 国铁分割民营化后成为JR西日本车站。百济站被日本货物铁道接管。
- 1988年3月13日 - 线路爱称大和路线开始使用。
- 2003年11月1日 - 支持使用ICOCA[2]。
- 2009年10月4日 - 大阪环状、大和路线运行管理系统开始使用。
- 2018年3月12日 - 开始使用车站编号[3]。

## 车站结构
本站為侧式站台2台2线的地上车站，月台可供6辆编组列车停靠。本站是由八尾站管理，由JR西日本交通服务委托的业务委托站。此站可使用ICOCA。

### 站台
| 站台 | 路线     | 方向 | 目的地                   |
| ---- | -------- | ---- | ------------------------ |
| 1    | 大和路線 | 上行 | 王寺、奈良、高田方向     |
| 2    | 大和路線 | 下行 | 天王寺、JR難波、大阪方向 |

## 使用情况
本站位于大阪府与奈良县边界的山区，客流量较少。根据大阪府统计年鉴2017年1日平均乘车人数377。
| 年度   | 1日平均 乘车人数 |
| ------ | ---------------- |
| 1997年 | 576              |
| 1998年 | 566              |
| 1999年 | 577              |
| 2000年 | 546              |
| 2001年 | 538              |
| 2002年 | 513              |
| 2003年 | 505              |
| 2004年 | 506              |
| 2005年 | 495              |
| 2006年 | 492              |
| 2007年 | 490              |
| 2008年 | 480              |
| 2009年 | 442              |
| 2010年 | 477              |
| 2011年 | 456              |
| 2012年 | 467              |
| 2013年 | 455              |
| 2014年 | 439              |
| 2015年 | 423              |
| 2016年 | 386              |
| 2017年 | 377              |

## 相鄰車站
西日本旅客鐵道
 大和路線（關西本線）
■大和路快速、■直通快速、■快速、■区間快速
通过
■普通
三乡（JR-Q30）－河内坚上（JR-Q29）－ 高井田（JR-Q28）

## 外部連結
- 河內堅上｜車站資訊：JR出門網 - 西日本旅客鐵道